# Eliminatórias da Copa do Mundo FIFA de 1990 - Oceania
As Eliminatórias da Copa do Mundo FIFA de 1990 da Confederação de Futebol da Oceania (OFC) viu cinco times competindo para ser o representante da zona no Play-off Intercontinental CONMEBOL / OFC.
Três times da OFC entraram na competição: Austrália, Fiji e Nova Zelândia. A eles se somaram duas equipes que não são da OFC: Taipé Chinês e Israel, que foram colocados na zona pela FIFA. 

## Formato
Houve apenas duas fases na disputa. Na primeira rodada, Israel recebeu um bye e anvançou para a fase final diretamente.Os quatro times restantes foram pareados para disputar partidas de mata-mata em jogos de ida e volta. Os vencedores avançaram para a Fase Final. Os três clubes restantes jogaram entre si em um grupo em jogos de turno e returno. O vencedor do grupo avançou para o Play-off Intercontinental CONMEBOL / OFC.

## Primeira Rodada
| 26 de novembro de 1988 | Fiji       | 1 – 0 | Austrália | Prince Charles Park, Nadi          |
|                        | Madigi 66' |       |           | Público: 6,000 Árbitro: Gary Fleet |

| 3 de dezembro de 1988 | Austrália                                                     | 5 – 1 | Fiji      | Macquarie Field, Newcastle              |
|                       | Yankos 9', 69' (pen.) · Spink 25' · Arnold 84' · Trimboli 87' |       | Dalai 89' | Público: 5,220 Árbitro: Kenneth Wallace |

Austrália ganhou de 5–2 no agregado
| 11 de dezembro de 1988 | Taipé Chinês | 0 – 4 | Nova Zelândia                                           | Newtown Park, Wellington |
|                        |              |       | Wright 36' · McClellan 45' · Barkley 57' · Halligan 76' | Árbitro: Chris Bambridge |

| 15 de dezembro de 1988 | Nova Zelândia      | 4 – 1 | Taipé Chinês | Western Springs Stadium, Wellington |
|                        | McClennan · Wright |       | Lund o.g.'   | Árbitro: G. Power                   |

Nova Zelândia ganhou de 8–1 no agregado

## Fase Final
| Time          | PJ | V | E | D | GP | GC | SG | Pts |
| ------------- | -- | - | - | - | -- | -- | -- | --- |
| Israel        | 4  | 1 | 3 | 0 | 5  | 4  | +1 | 5   |
| Austrália     | 4  | 1 | 2 | 1 | 6  | 5  | +1 | 4   |
| Nova Zelândia | 4  | 1 | 1 | 2 | 5  | 7  | −2 | 3   |

Israel avançou para o Play-off Intercontinental CONMEBOL / OFC Intercontinental.
| 5 de março de 1989 | Israel       | 1 – 0 | Nova Zelândia | Ramat Gan Stadium, Tel-Aviv                 |
|                    | Rosenthal 7' |       |               | Público: 44,500 Árbitro: Serge Muhmenthaler |

| 12 de março de 1989 | Austrália                                | 4 – 1 | Nova Zelândia | Sydney Football Stadium, Sydney        |
|                     | Crino 15' · Arnold 42', 55' · Yankos 77' |       | Dunford 70'   | Público: 13,621 Árbitro: Shizuo Takada |

| 19 de março de 1989 | Israel           | 1 – 1 | Austrália  | Ramat Gan Stadium, Tel-Aviv             |
|                     | Ohana 67' (pen.) |       | Yankos 72' | Público: 45,000 Árbitro: Manfred Neuner |

| 2 de abril de 1989 | Nova Zelândia            | 2 – 0 | Austrália | Mount Smart Stadium, Auckland             |
|                    | Dunford 19' · Wright 80' |       |           | Público: 3,340 Árbitro: Maidin Bin Singah |

| 9 de abril de 1989 | Nova Zelândia            | 2 – 2 | Israel                      | Mount Smart Stadium, Auckland           |
|                    | Wright 19' · Dunford 35' |       | Rosenthal 16' · Klinger 37' | Público: 3,200 Árbitro: Claude Bouillet |

| 16 de abril de 1989 | Austrália    | 1 – 1 | Israel    | Sydney Football Stadium, Sydney       |
|                     | Trimboli 88' |       | Ohana 40' | Público: 40,320 Árbitro: Carlo Longhi |

## Ligações Externas
- Oceania zone at FIFA.com